# Rachid Benhadj
Rachid Benhadj, né le 12 juillet 1949 à Alger est un réalisateur algérien.

## Biographie
Né en 1949 à Alger, c'est à Paris que Rachid Benhadj étudie d'abord l'architecture à l'École nationale supérieure des arts décoratifs, puis le cinéma à l'Université. 
Également artiste peintre, il réalise dès 1979 plusieurs téléfilms et documentaires. En 1992, il tourne Touchia, qui obtient en 1994 le Prix du public au 4e Festival du cinéma africain de Milan, en Italie.
Il s'installe en Italie, où il vit toujours, et y réalise un moyen métrage, L'Ultima cena (1995), ainsi que deux de ses derniers longs métrages.
Il est professeur dans une école pour réalisateur cinématographique à l'Académie de Cinécittà ACT MULTIMEDIA. 

## Filmographie
- 1988 : La Rose des sables
- 1992 : Touchia, cantique des femmes d'Alger
- 1995 : L'ultima cena
- 1997 : L'albero dei destini sospesi
- 2000 : Mirka
- 2004 : Le Pain Nu
- 2005 : El Khoubz El Hafi
- 2010 : Parfums d'Alger
- 2016 : L'Étoile d'Alger

## Distinctions
- Globe d'or 2006 : prix du film que l'on n'oublie pas pour El Khoubz El Hafi